# Coppa Intercontinentale 1995 (calcio)
La Coppa Intercontinentale 1995 (denominata anche Toyota Cup 1995 per ragioni di sponsorizzazione) è stata la trentaquattresima edizione del trofeo riservato alle squadre vincitrici della UEFA Champions League e della Coppa Libertadores.

## Avvenimenti
L'edizione del trofeo decisa in gara unica a Tokyo vide contendersi il titolo gli olandesi dell'Ajax (vittoriosi in Champions League contro il Milan, cui fu così impedito di partecipare per la terza volta consecutiva alla manifestazione) e i brasiliani del Grêmio di Porto Alegre (vittoriosi in Coppa Libertadores contro il Nacional de Medellin).
La finale, considerata una delle più mediocri della storia del torneo, vede la compagine brasiliana impostare fin da subito un atteggiamento difensivo, che riesce nell'intento di arginare la superiorità tecnica della squadra olandese, che nonostante il costante predominio dell'iniziativa di gioco non riesce mai seriamente a creare occasioni per il vantaggio. Dopo una traversa colta da Klujvert, l'espulsione al minuto 56 del difensore Rivarola arretra ulteriormente il baricentro del Grêmio, che si chiude in difesa affidandosi a sporadiche iniziative in contropiede, facilmente bloccate dalla difesa bianco-rossa.
Il match si trascina così prima ai tempi supplementari e poi ai calci di rigore dove, dopo tre errori consecutivi iniziali, sarà Danny Blind a regalare ai lancieri di Amsterdam il secondo successo nel torneo intercontinentale. Lo stesso capitano degli olandesi sarà premiato come miglior giocatore della partita.
Nel 2017, la FIFA ha equiparato i titoli della Coppa del mondo per club e della Coppa Intercontinentale, riconoscendo a posteriori anche i vincitori dell'Intercontinentale come detentori del titolo ufficiale di "campione del mondo FIFA", inizialmente attribuito soltanto ai vincitori della Coppa del mondo per club.

## Tabellino
| Arbitro: | David Elleray |

|                                             |                      |                                 |
| Kluivert R. de Boer F. de Boer George Blind | Tiri di rigore 4 – 3 | Dinho Arce Magno Gélson Adílson |

| Ajax | Grêmio |

| Ajax           |    |                   |  |     |
|                |    |                   |  |     |
| P              | 1  | Edwin van der Sar |  |     |
| D              | 2  | Michael Reiziger  |  |     |
| D              | 3  | Danny Blind (C)   |  |     |
| D              | 4  | Frank de Boer     |  |     |
| D              | 5  | Winston Bogarde   |  |     |
| C              | 6  | Ronald de Boer    |  |     |
| C              | 7  | Finidi George     |  |     |
| C              | 8  | Edgar Davids      |  |     |
| A              | 9  | Patrick Kluivert  |  |     |
| A              | 10 | Jari Litmanen     |  | 94’ |
| C              | 11 | Marc Overmars     |  | 67’ |
| Sostituzioni:  |    |                   |  |     |
| C              | 14 | Martijn Reuser    |  | 94’ |
| A              | 16 | Nwankwo Kanu      |  | 67’ |
| Allenatore:    |    |                   |  |     |
| Louis van Gaal |    |                   |  |     |

| Grêmio              |    |                     |  |     |
|                     |    |                     |  |     |
| P                   | 1  | Danrlei             |  |     |
| D                   | 2  | Francisco Arce      |  |     |
| D                   | 3  | Catalino Rivarola   |  |     |
| D                   | 4  | Adílson Batista (C) |  |     |
| C                   | 5  | Dinho               |  |     |
| D                   | 6  | Roger               |  |     |
| A                   | 7  | Paulo Nunes         |  |     |
| C                   | 8  | Goiano              |  |     |
| A                   | 9  | Jardel              |  | 78’ |
| C                   | 10 | Arílson             |  | 61’ |
| C                   | 11 | Carlos Miguel       |  | 97’ |
| Sostituzioni:       |    |                     |  |     |
| D                   | 13 | Luciano Williames   |  | 61’ |
| C                   | 14 | Gélson              |  | 97’ |
| A                   | 16 | Magno               |  | 78’ |
| Allenatore:         |    |                     |  |     |
| Luiz Felipe Scolari |    |                     |  |     |